# Jorge Zalszupin
Jorge (Jerzy) Zalszupin (ur. 1 czerwca 1922 w Warszawie, zm. 17 sierpnia 2020 w São Paulo) – brazylijski architekt i projektant żydowskiego pochodzenia.

## Życiorys
Urodził się 1 czerwca 1922 r. w Warszawie, w rodzinie żydowskiej Leopolda i Idy z domu Siebert. W maju 1939 r. zdał maturę w Liceum im. Adama Mickiewicza w Warszawie. Ojciec zapisał go na studia architektoniczne na politechnice w Paryżu, ale gdy wybuchła wojna jeszcze we wrześniu 1939 r. wraz z ojcem i siostrą uciekł z Warszawy, zaś matka, która była z ojcem rozwiedziona, została w mieście. W wieku 18 lat osiadł w Bukareszcie, gdzie zapisał się na Akademię Sztuk Pięknych. Kiedy nauczył się rumuńskiego, podjął studia architektoniczne w Instytucie Architektury w Bukareszcie i tam też w 1944 r. ukończył studia.
Do Polski wrócił w poszukiwaniu matki, ale gdy uzyskał potwierdzenie jej śmierci, szybko wyjechał. Po przewrocie komunistycznym w 1947 r. uciekł z rodziną z Rumunii przez Pragę do Francji. Początkowo zamierzał jechać do Nikaragui, której wizy otrzymał wraz z rodziną, ale ostatecznie zostali we Francji. Karierę zawodową rozpoczął w Dunkierce, która odbudowywała się po zniszczeniach, ale szybko się zniechęcił do tego kraju. Poszukiwał innego miejsca do osiedlenia, aplikował o wizy różnych krajów i ostatecznie zdecydował się na Brazylię, o której wielokrotnie czytał w „L’Architecture d’aujourd’hui”. W 1949 r. wyemigrował do Brazylii, która szybko się wówczas modernizowała i była politycznie i kulturalnie bardziej postępowa, a po pół roku ściągnął ojca i siostrę do siebie.
Początkowo osiadł w Rio de Janeiro, ale przeniósł się do São Paulo, by pracować w biurze polskiego emigranta Lucjana Korngolda. Pozostał w tym mieście, bo miało bardziej sprzyjający klimat i posiadało polską diasporę, co było także atutem, jako że Zalszupin nie mówił po portugalsku. Planował wrócić do Francji, ale ostatecznie pozostał w Brazylii, a po roku został niezależnym architektem. Założył też firmę Escritório Téchnico Prumo w São Paulo. Zaczął projektować domy jednorodzinne, a na wyraźne prośby klientów, także meble na potrzeby tych inwestycji. Szybko porzucił indywidualne projekty mebli i zaczął wytwarzać ich krótkie serie poszukując wspólników do produkcji.
W 1959 r. założył jedną z najważniejszych firm meblarskich Brazylii – L’Atelier, która rozwinęła się od małego warsztatu do przedsiębiorstwa zatrudniającego pod koniec lat 60. XX w. 300 wysoko wykwalifikowanych rzemieślników. W swojej twórczości łączył nowoczesność z prostotą, inspirując się meblarstwem skandynawskim. Jego Duńskie Krzesło jest uważane za ikonę brazylijskiego designu. Otworzył także własny sklep w Conjunto National na Avenida Paulista w São Paulo. Zalszupin był pionierem wykorzystania sklejki i chromowanego metalu, które stały się znakiem rozpoznawczym jego wytwórni. Firma miała również istotny wkład we wprowadzenie na brazylijski rynek wyrobów plastikowych produkowanych na wtryskarkach, produkując licencjonowane kopie angielskich mebli Hille i włoskich Kartell.
Był pod mocnym wpływem pracy Oscara Niemeyera i innych modernistów, jednak w odróżnieniu od nich mocniej skupiał się na wnętrzach budowli. Projektował sklepy, biura, domy mieszkalne i wille, a także meble dla nich. Podjął również współpracę z Niemeyerem. Jego ulubionym materiałem było brazylijskie drewno jakaranda i perobinha-do-campo.
W Brazylii założył rodzinę i uzyskał brazylijskie obywatelstwo. W 2012 r. odwiedził po długiej przerwie Polskę. W tym samym roku miała miejsce monograficzna wystawa jego dorobku w Muzeum Oscara Niemeyera w Kurytybie.
Zmarł 17 sierpnia 2020 r.